# Nordiska succéromaner
Nordiska succéromaner är en bokserie utgiven på 1940-talet av Saxon & Lindströms förlag. Volymerna är illustrerade av olika tecknare.
| Volym | Titel                                      | Författare                   | Illustratör         | Utgivningsår |
| ----- | ------------------------------------------ | ---------------------------- | ------------------- | ------------ |
| 1     | Katinka                                    | Astrid Väring                | Gustaf Lindvall     | 1947         |
| 2     | Ödets väg                                  | Albert Viksten               | Georg Lagerstedt    | 1947         |
| 3     | De fem ishavsgastarna                      | Lars Hansen                  | Roland Svensson     | 1947         |
| 4     | Ödemarksjungfrun                           | Harald Hornborg              | Yngve Berg          | 1947         |
| 5     | Vita hästar                                | Sten Söderberg               | Mark Sylwan         | 1947         |
| 6     | Falskt vittnesbörd                         | Alice Lyttkens               | Arvid Fougstedt     | 1947         |
| 7     | Rydsholm                                   | Gösta Gustaf-Janson          | Kurt Jungstedt      | 1947         |
| 8     | Under det gyllene trädet                   | Johannes Buchholtz           | Magnus Creutz       | 1947         |
| 9     | Tösen på Valtomta                          | Bernhard Nordh               | Uno Stallarholm     | 1947         |
| 10    | Den långa våren                            | Sally Salminen               | Stig Södersten      | 1947         |
| 11    | På äventyr i Alaska                        | Georg af Forselles           | Uno Stallarholm     | 1947         |
| 12    | Grevinnan av Arboga: Roman om Cecilia Vasa | Erik Pontoppidan (1882-1955) | Bertil Bull Hedlund | 1947         |